# 福岡 - 北九州線
福岡 - 北九州線（ふくおか - きたきゅうしゅうせん）は西日本鉄道（西鉄）が福岡県の2大都市である福岡市中心部と北九州市の間で運行する高速バス路線で、近距離高速バスの主要路線である。

## 概略
福岡市と北九州市の間に以下の系統が運行されている。各系統の詳細は各節を参照。
- なかたに号：西鉄天神高速バスターミナル - 砂津間（九州自動車道小倉南IC・中谷経由）
- ひきの号：西鉄天神高速バスターミナル - 砂津間（北九州都市高速4号線黒崎IC・紫川IC経由）
- いとうづ号：西鉄天神高速バスターミナル - 砂津間（北九州都市高速4号線大谷IC・到津の森公園前経由）

このほか、みずほPayPayドーム福岡、マリンメッセ福岡、福岡サンパレスなどでのイベント開催時に北九州市内から臨時便（みずほPayPayドーム・マリンメッセ直行バス）が運行されている。
国土交通省九州運輸局の統計によると、「福岡 - 北九州」路線（6系統）合計の輸送人員は、2006年度で2,558,882人、2007年度で2,533,510人であり、一日あたり6,900 - 7,000人の利用があるという。また、九州の高速バスの路線内での順位としては「福岡 - 北九州」路線を単位として2006・2007年度ともに輸送人員で1位、運送収入で3位となっている。
座席はいずれも座席定員制（予約不要、ただし満席時乗車不可）。各系統ともnimocaが利用できるほか、「グランドパス65」または「ホリデーアクトパス」（有効日のみ）の提示で運賃が半額になる。また、定期券が設定されている。
運行は全て西日本鉄道が担当し、福岡側は博多営業所による自社直営路線であるが、北九州側は西鉄バス北九州（北九州高速自動車営業所）に管理委託している。

## 路線概説

### なかたに号
福岡市内と北九州市小倉南区・小倉北区を九州自動車道小倉南IC経由で結ぶ路線。方向幕の表示の地色は緑色。愛称の「なかたに」は、小倉南IC周辺の地域名である「中谷」（旧・中谷村）からとったもので、小倉南ICそばには中谷バス停および西鉄バス北九州・中谷自動車営業所も所在する。
北九州市内は小倉南ICから国道322号を北上して小倉地区北部の都心部へ向かう。北九州モノレールに沿って走行し、徳力・守恒・北方といった小倉南区の大規模団地や、小倉競馬場のそばを経由する。
かつては高速道路上のバス停を通過することで種別は「ノンストップ」とされ、各停のひきの号と区別されていたが、1998年4月23日のダイヤ改正でひきの号と同様、高速道路上のバス停に停車するようになり、「ノンストップ」の呼称が外された。
北九州市と愛媛県松山市を結ぶ松山・小倉フェリーに接続するため、小倉港発着の便が1往復運行されている（朝は天神行き、夜は小倉港行き）。
概ね10分から20分間隔で運行されている。

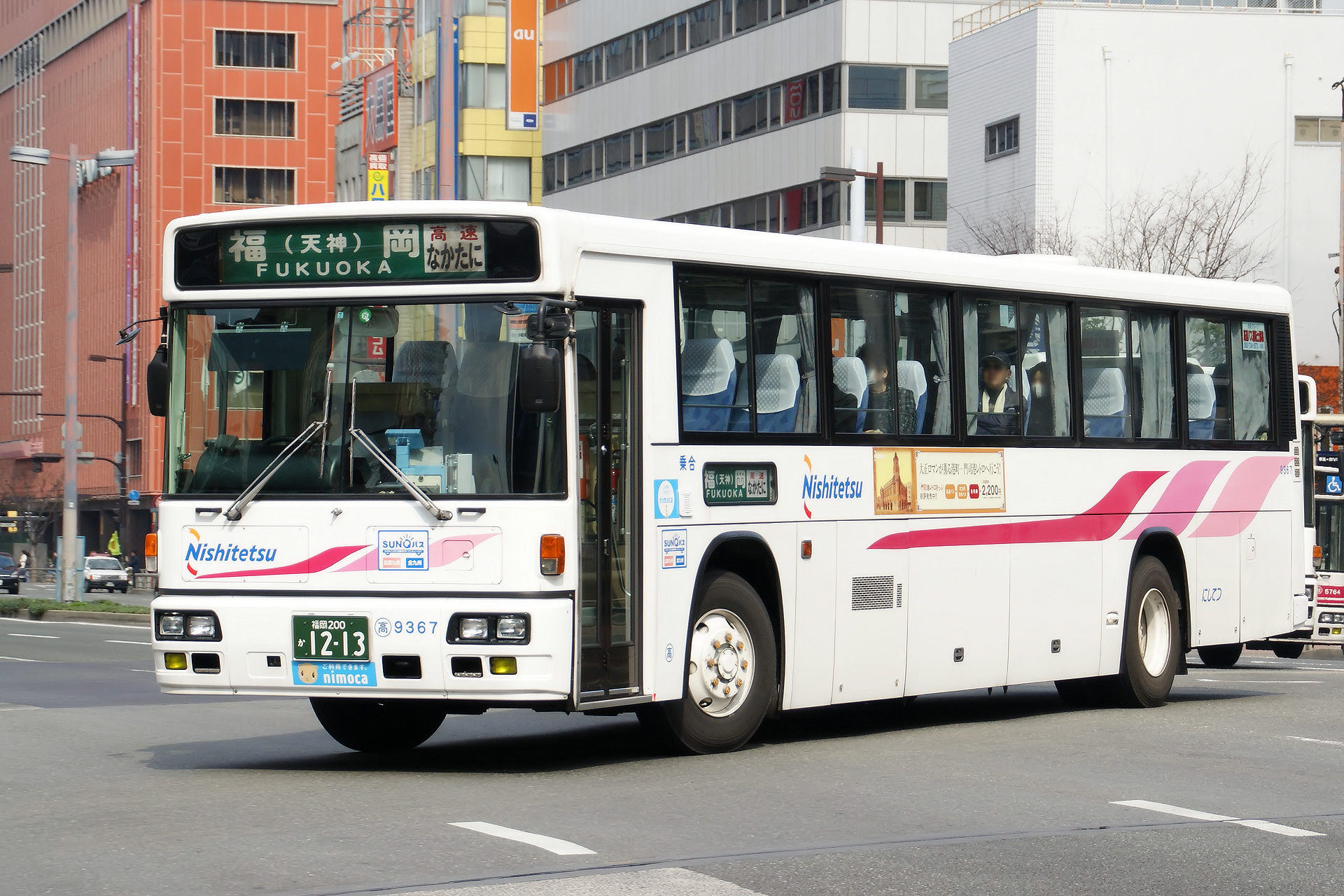
社番9367（日産ディーゼルKL-UA452TAN） 2000年から西工が解散する2010年まで導入された西工B型標準床ボディの車両。現在は福岡-北九州線の運用から離れ西日本鉄道飯塚第二自動車営業所に転属し筑豊特急で運用された後片江自動車営業所に再転属しスクールバスとして運用されている。
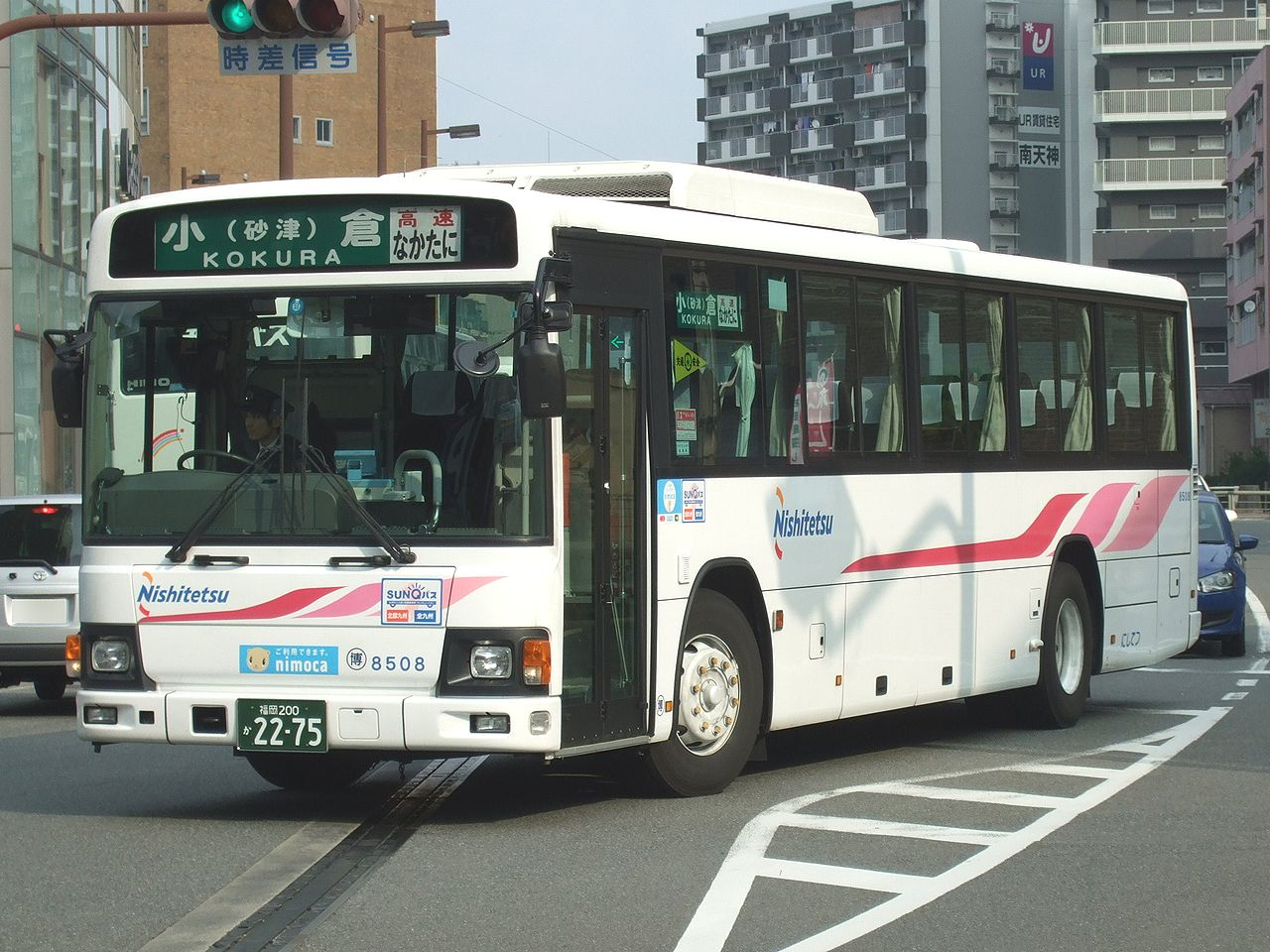
社番8508（日野LKG-KV234Q3） 西工解散後の2010年から導入されている純正標準床ボディの車両　現在は福岡-北九州線の運用から離れ西日本鉄道赤間第二自動車営業所に転属し主に赤間急行で運用されている。
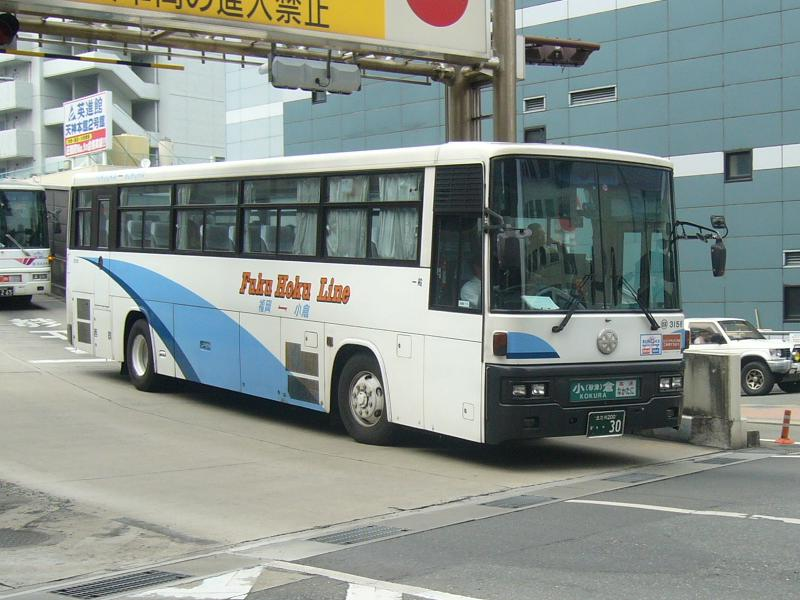
社番3156（三菱KC-MS829P） 1997年まで採用された「福北ライン」塗装のハイデッカー。その後は福岡-北九州線の運用から離れ西鉄バス筑豊田川支社に転属し筑豊急行で運用されていた。この車両が福北ラインカラーとしては最後まで残った車両でもある。

### ひきの号
福岡市内と北九州市八幡西区・小倉北区を北九州都市高速4号線紫川IC経由で結ぶ路線。方向幕の表示の地色は黄色。愛称の「ひきの」は経由地の一つで、北九州都市高速4号線黒崎IC付近の地名である「引野」から。黒崎ICそばには「引野口（黒崎IC）」バス停があり、拠点停留所の一つとなっている。
福岡 - 小倉間の停車するバス停の数がなかたに号より少ないためひきの号のほうが速く到着する。
かつては終日にわたりなかたに号と同程度の本数が運行されていたが、いとうづ号が運行開始されてからは次第に減便され、2015年3月のダイヤ改正により、小倉行きは朝のみ、福岡行きは朝と夕方以降のみの運行となった。このようなダイヤ設定となっているのは都市間の需要よりも北九州市内の通勤・通学需要を重視しており、朝の小倉行きは高速千代ニュータウン・引野口→三萩野・小倉への通勤ラッシュ、夕方以降の福岡行きは小倉都心・三萩野→引野口・高速千代ニュータウンへの帰宅ラッシュ向けとなっている。この区間の利用客はかなり多い一方で、福岡方面の利用客は停車地が少ない故、朝の福岡行きを除けば少ない。（都市間需要はなかたに号・いとうづ号が担う）

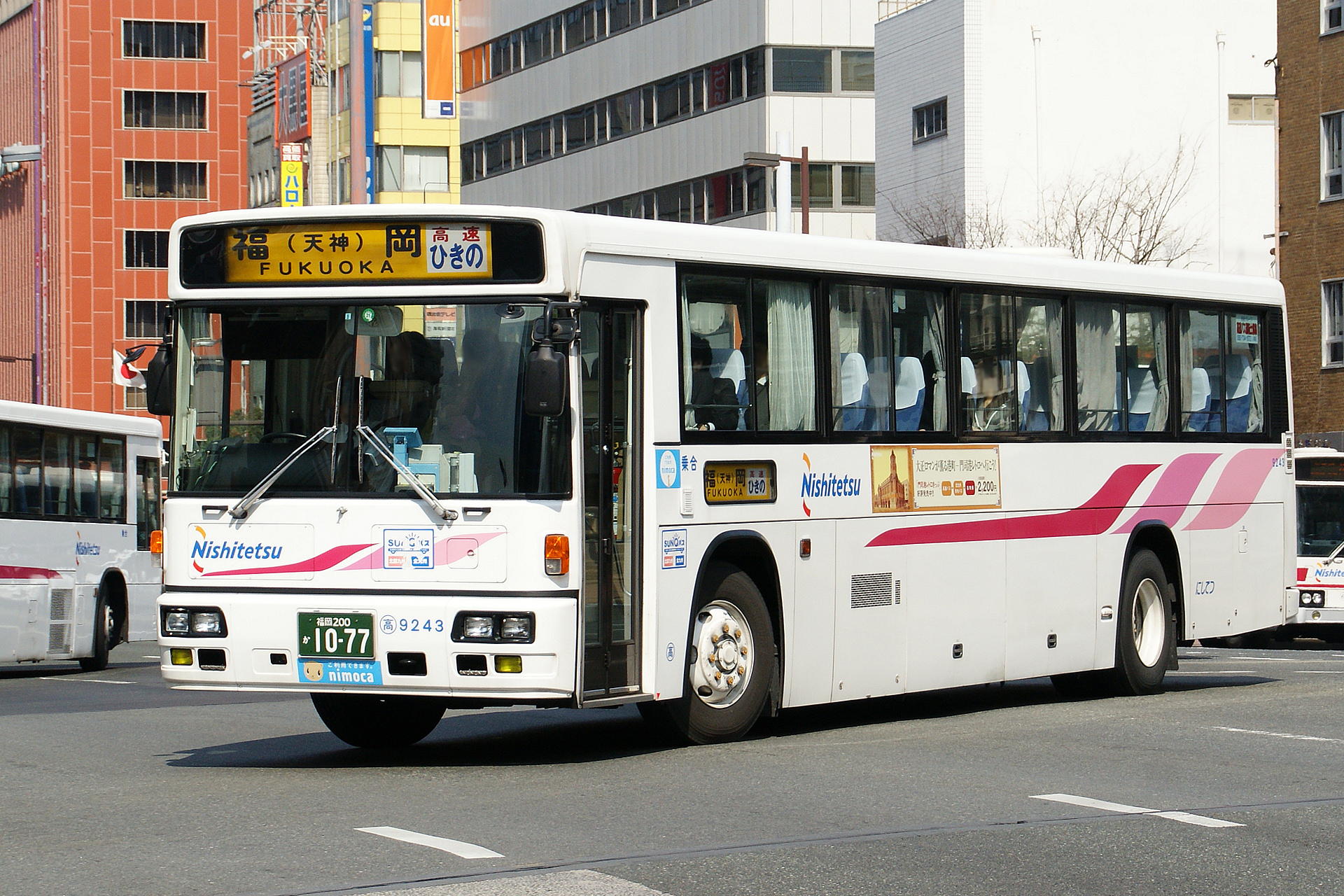
社番9243（日産ディーゼルKL-UA452TAN） 上の9367と同形　現在は福岡-北九州線の運用から離れ、西日本鉄道赤間第二自動車営業所を経て、西日本鉄道甘木第二自動車営業所に転属し太宰府ライナーバス旅人　400番で運用されていたが2020年に除籍となった。
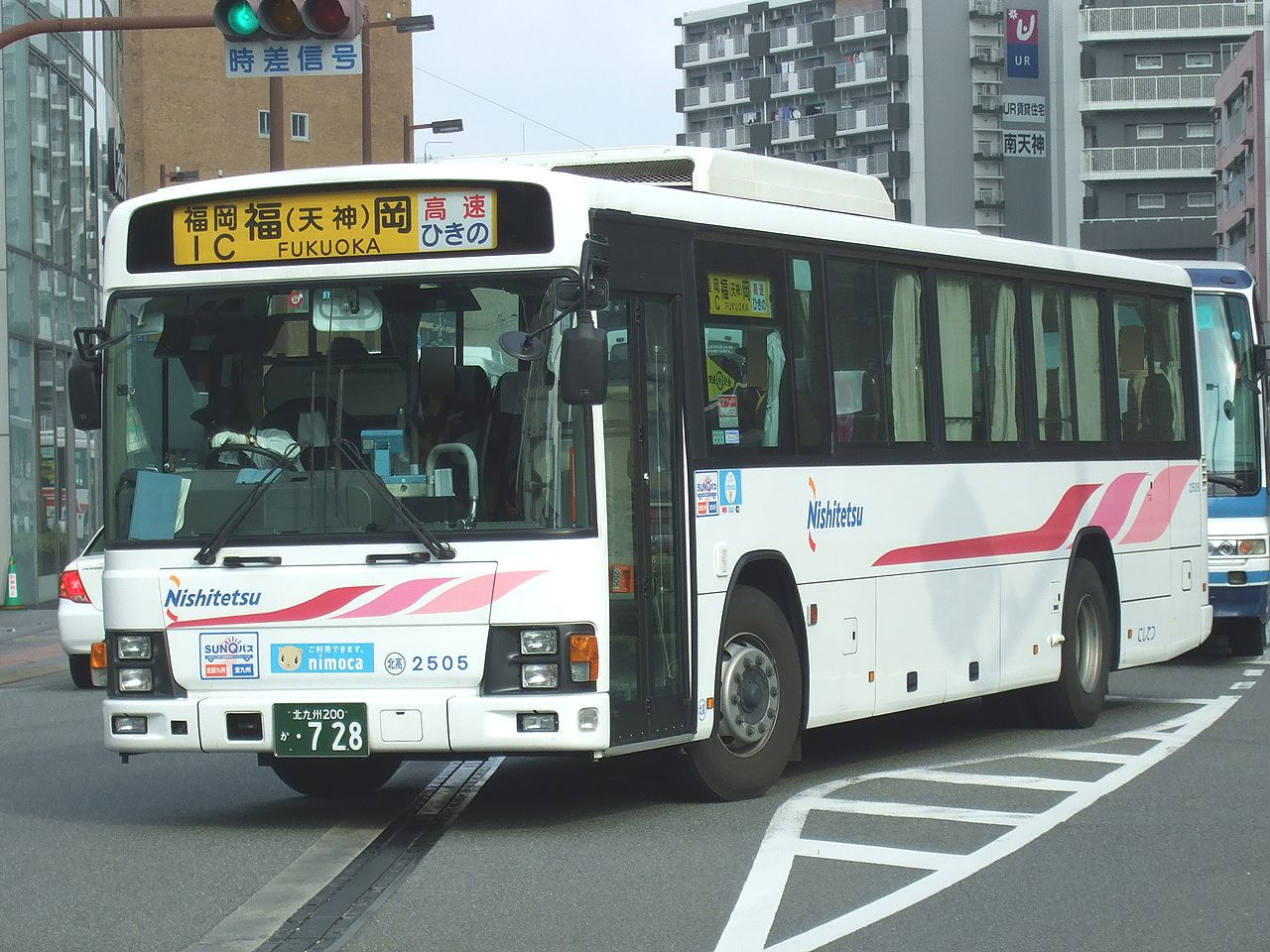
社番2505（いすゞLKG-LV234Q3） 上の8508と同形のいすゞ車　上の9243と同様福岡-北九州線の運用から離れ西日本鉄道甘木第二自動車営業所に転属し太宰府ライナーバス旅人　400番で運用されている
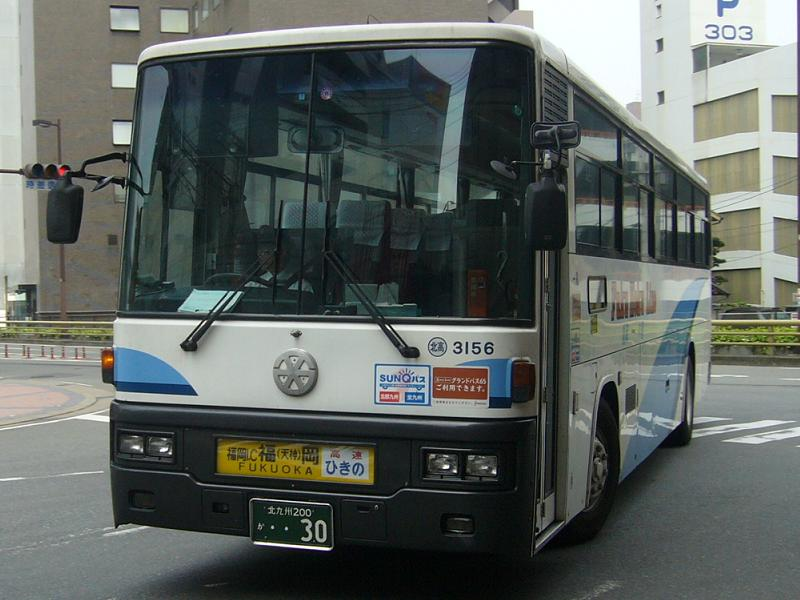
社番3156（三菱KC-MS829P） 上の3156と同一車両
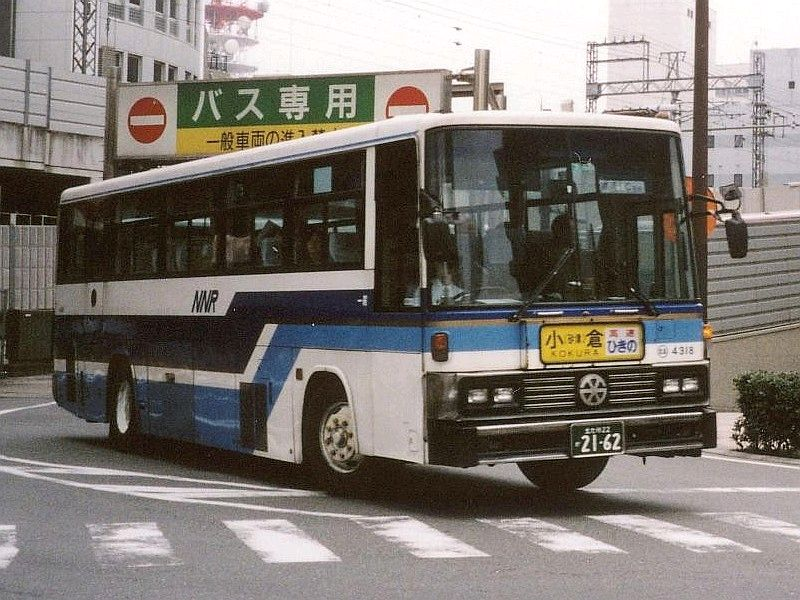
社番4318（三菱P-MS725S） かつて採用されていた「青特急色」と呼ばれる白地に青色濃淡帯塗装の車両。1987年式、2001年撮影
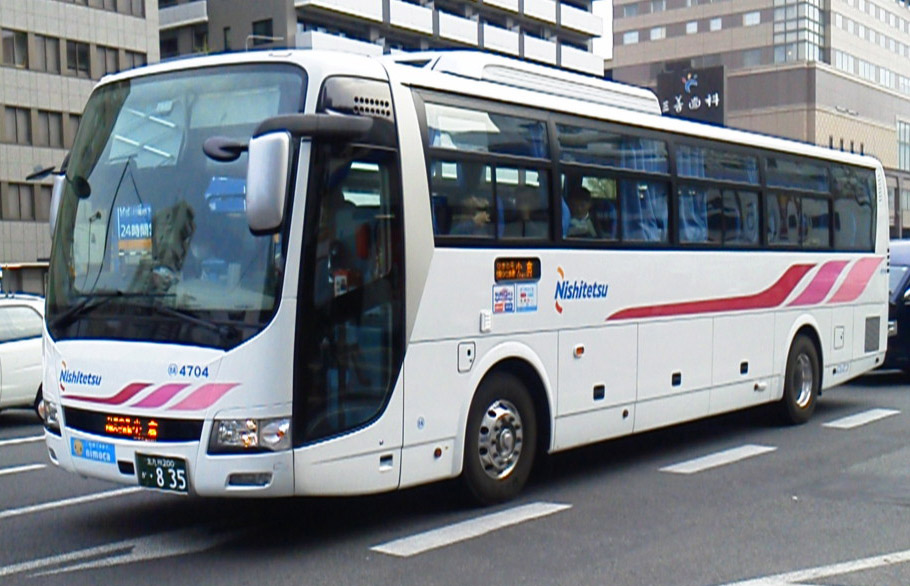
社番4704（三菱QRG-MS96VP） 2012年から再びハイデッカーが導入されている。現在は福岡-北九州線の運用から離れ西日本鉄道田川第二自動車営業所に転属し、筑豊特急で運用されている 2013年4月撮影

### いとうづ号
福岡市内と北九州市八幡西区・八幡東区・小倉北区を北九州都市高速4号線大谷IC経由で結ぶ路線。方向幕の表示の地色は青色。愛称は経由地の一つで、小倉北区西部の地域名である「到津」（いとうづ、到津の森公園などが所在）から。
かつて存在した、西鉄天神高速バスターミナルと西鉄黒崎バスセンター・戸畑渡場・若松駅を結ぶ高速バス路線（愛称名なし）に代わって、主に八幡東区と小倉北区西部の利用者をターゲットにして運行開始した。「ひきの号」の大谷IC以東を市街地（国道3号・清張通り・旧電車通り）経由とした経路であり、同じく福岡市と北九州市を結ぶ「ひきの号」「なかたに号」より全体の所要時間は長い。なお小倉北区内のルート（到津の森公園前 - 西小倉駅前間）は変更されている。
西鉄天神高速バスターミナル24:15発の深夜バス（運賃は倍額）が日祝日を除き運行されていたが、2018年2月1日のダイヤ改正時に最終便が23時台に繰り上げられ、深夜バス扱いではなくなった。
概ね20分から30分間隔で運行される。

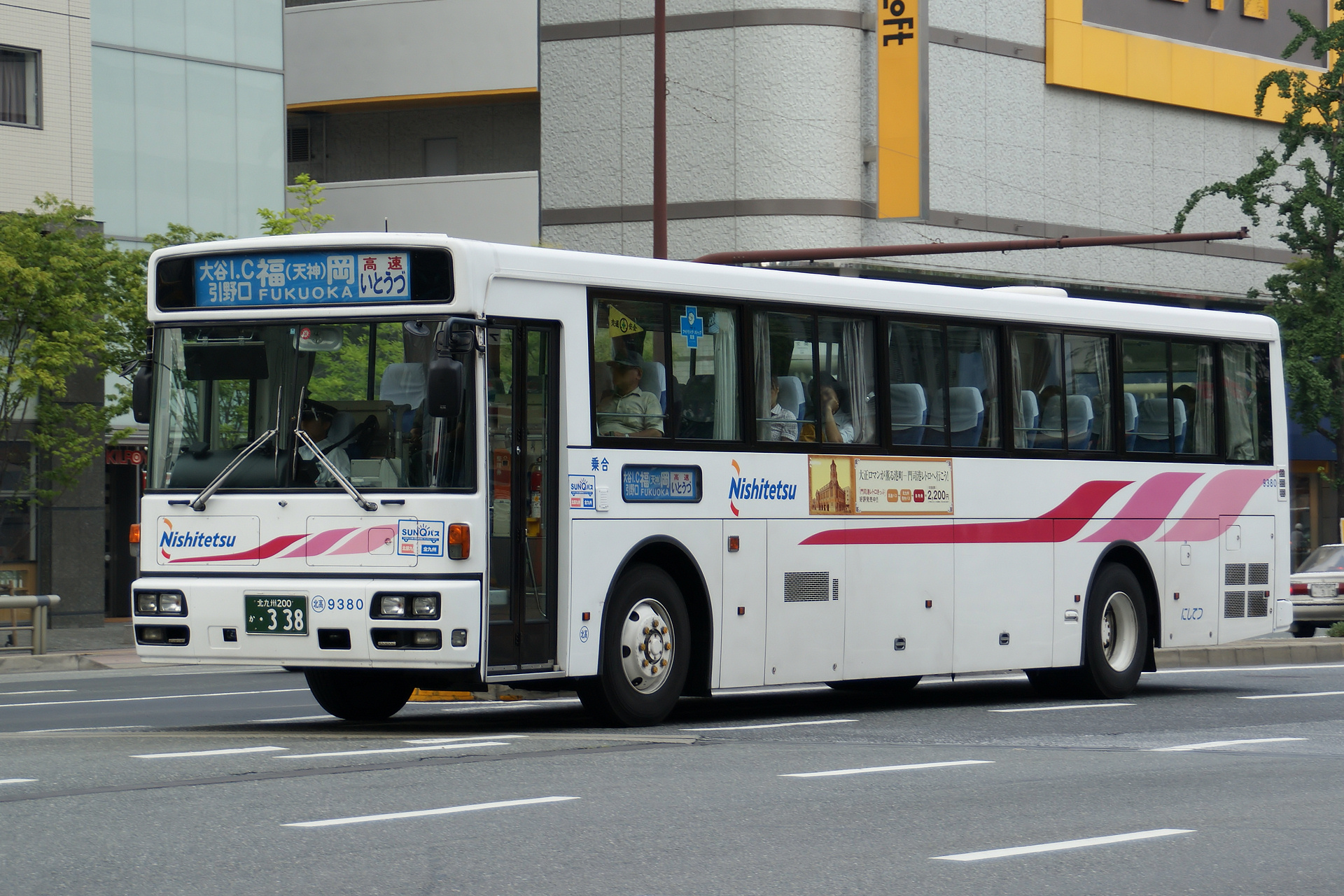
社番9380（日産ディーゼルADG-RA273TAN） 上の9367・9243と同形の西工B型車体の車両　福岡〜北九州線時代　後に福岡〜下関線で運用変更され門司自動車営業所に転属した。
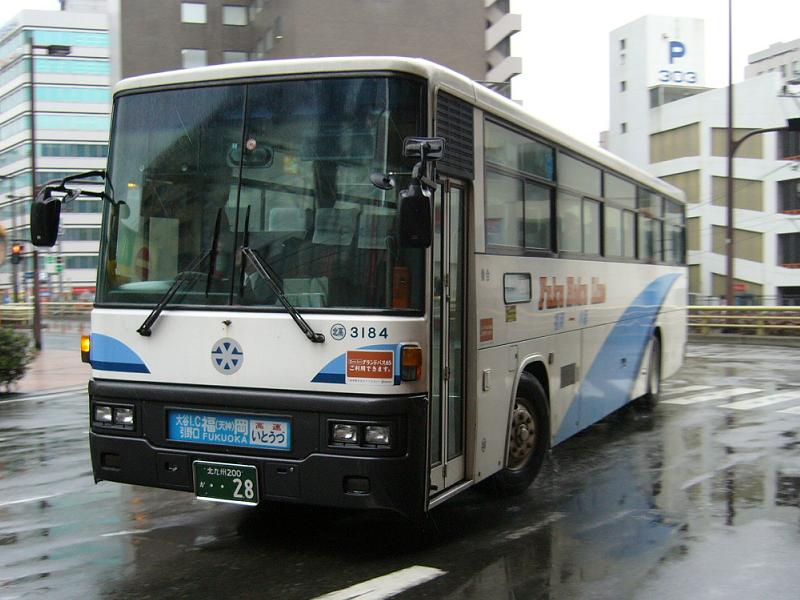
社番3184（三菱KC-MS829P） 「福北ライン」塗装のハイデッカーで、VI化直前に導入されたため、社紋がステッカーになっている。その後は西鉄バス久留米京町支社、さらに那珂川自動車営業所に再転属し、スクールバスとして運用されていた。

### みずほPayPayドーム・マリンメッセ直行バス

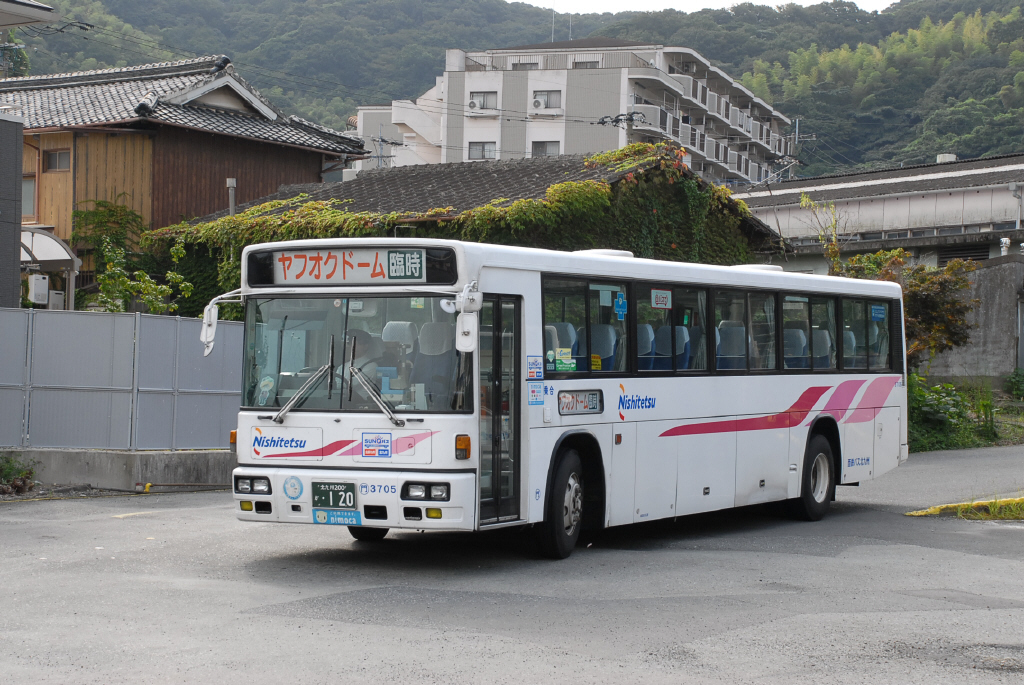

みずほPayPayドーム福岡でプロ野球等のイベントおよびマリンメッセ福岡でのコンサート等が開催される際に運行される臨時高速バス。臨時便ではあるがイベントの機会数が多いこともあって、試合・イベント開始時刻に合わせてダイヤがパターン化されている。北九州市内からは以下の2系統が運行されている。途中での乗降は出来ない。全便、西鉄バス北九州の担当である。太字は起終点の便がある停留所。
- 田野浦 - 門司駅前 - 砂津 - 小倉駅前 - 中谷 - みずほPayPayドーム/マリンメッセ福岡
  - 「なかたに号」の田野浦 - 砂津間を延長運転し、福岡側の発着地をみずほPayPayドームおよびマリンメッセ福岡としたもの。臨時便ではあるが北九州市門司区と福岡市内を結ぶ唯一の高速バス。門司・中谷（砂津発着のみ）自動車営業所担当。
- 砂津 - 小倉駅前 - 到津の森公園前 - 八幡駅入口第一 - 西鉄黒崎バスセンター - 引野口（黒崎IC） - みずほPayPayドーム/マリンメッセ福岡
  - 「いとうづ号」の中央二丁目 - 引野口間を一般道経由として、福岡側の発着地をみずほPayPayドームおよびマリンメッセ福岡としたもの。八幡・恒見・戸畑・小倉・香月（黒崎 - PayPayドーム便のみ）自動車営業所担当。

なお、本路線は2000年に「なかたに号」「ひきの号」「いとうづ号」運賃の大幅値下げを行ったときも値下げの対象外とされており、小倉 - みずほPayPayドーム・マリンメッセ間の運賃は値下げ前の水準にとどまっている。このため「なかたに号」「ひきの号」「いとうづ号」と天神 - みずほPayPayドーム間の市内路線バスを乗り継いだ方が本路線より安上がりになる。

## 停留所
各系統とも高速道路内バスストップ（若宮インターチェンジ・直方パーキングエリア・高速千代ニュータウン・高速皿倉山ケーブル）に限り両方向ともに乗降可であり、一般道路上のバス停は基本的にクローズド・ドアとなる（一般道区間のみの乗降不可、IC外のバス待合所そばにある引野口（黒崎IC）は、両方向とも乗降可）。
九州自動車道での渋滞（福岡IC - 八幡IC間）などで遅延が発生した場合、通常の福岡IC - 福岡都市高速（粕屋IC）経由ではなく古賀IC - 国道3号 - 福岡都市高速（香椎東IC）経由に変更することがある。かつて「ひきの号」や黒崎・若松・戸畑発着の路線もこのルートで運行していた（当時は花鶴ヶ丘団地・平山・産業大学南口にも停車）。
凡例
- ●：乗降可能
- ▼：北九州方面乗車・福岡方面降車のみ
- ▲：北九州方面降車・福岡方面乗車のみ
- ◆：福岡方面降車のみ
- ｜：通過
- ∥：非経由
- 全停留所が福岡県内に所在

| 停留所名                   | なかたに号 | ひきの号 | いとうづ号 | 備考                                                                                  | 所在地   | 所在地   |
| -------------------------- | ---------- | -------- | ---------- | ------------------------------------------------------------------------------------- | -------- | -------- |
| 西鉄天神高速バスターミナル | ▼          | ▼        | ▼          |                                                                                       | 福岡市   | 中央区   |
| 天神中央郵便局前           | ◆          | ◆        | ◆          |                                                                                       | 福岡市   | 中央区   |
| 中洲                       | ▼          | ▼        | ▼          |                                                                                       | 福岡市   | 博多区   |
| 蔵本                       | ▼          | ▼        | ▼          |                                                                                       | 福岡市   | 博多区   |
| 若宮インターチェンジ       | ●          | ●        | ●          |                                                                                       | 宮若市   | 宮若市   |
| 直方パーキングエリア       | ●          | ●        | ●          |                                                                                       | 直方市   | 直方市   |
| 高速千代ニュータウン       | ∥          | ●        | ●          |                                                                                       | 北九州市 | 八幡西区 |
| 引野口（黒崎IC）           | ∥          | ●        | ●          |                                                                                       | 北九州市 | 八幡西区 |
| 高速皿倉山ケーブル         | ∥          | ｜       | ●          |                                                                                       | 北九州市 | 八幡東区 |
| 八幡東消防署前             | ∥          | ∥        | ▲          |                                                                                       | 北九州市 | 八幡東区 |
| 中央二丁目                 | ∥          | ∥        | ▲          |                                                                                       | 北九州市 | 八幡東区 |
| 大蔵                       | ∥          | ∥        | ▲          |                                                                                       | 北九州市 | 八幡東区 |
| 七条                       | ∥          | ∥        | ▲          |                                                                                       | 北九州市 | 八幡東区 |
| 到津の森公園前             | ∥          | ∥        | ▲          |                                                                                       | 北九州市 | 小倉北区 |
| 歯大前                     | ∥          | ∥        | ▲          |                                                                                       | 北九州市 | 小倉北区 |
| 南小倉駅前                 | ∥          | ∥        | ▲          |                                                                                       | 北九州市 | 小倉北区 |
| 大手町西                   | ∥          | ∥        | ▲          |                                                                                       | 北九州市 | 小倉北区 |
| ソレイユホール・ムーブ前   | ∥          | ∥        | ▲          |                                                                                       | 北九州市 | 小倉北区 |
| 小倉城・松本清張記念館前   | ∥          | ∥        | ▲          |                                                                                       | 北九州市 | 小倉北区 |
| 西小倉駅前                 | ∥          | ∥        | ▲          |                                                                                       | 北九州市 | 小倉北区 |
| 魚町                       | ∥          | ∥        | ▲          |                                                                                       | 北九州市 | 小倉北区 |
| 中谷                       | ▲          | ∥        | ∥          |                                                                                       | 北九州市 | 小倉南区 |
| 徳力嵐山口駅               | ▲          | ∥        | ∥          |                                                                                       | 北九州市 | 小倉南区 |
| 徳力公団前駅               | ▲          | ∥        | ∥          |                                                                                       | 北九州市 | 小倉南区 |
| 守恒駅                     | ▲          | ∥        | ∥          |                                                                                       | 北九州市 | 小倉南区 |
| 競馬場前北九州市立大学前   | ▲          | ∥        | ∥          |                                                                                       | 北九州市 | 小倉南区 |
| 北方駅                     | ▲          | ∥        | ∥          |                                                                                       | 北九州市 | 小倉南区 |
| 片野駅                     | ▲          | ∥        | ∥          |                                                                                       | 北九州市 | 小倉北区 |
| 三萩野                     | ▲          | ▲        | ∥          |                                                                                       | 北九州市 | 小倉北区 |
| 平和通り                   | ▲          | ▲        | ∥          |                                                                                       | 北九州市 | 小倉北区 |
| 小倉駅前                   | ▲          | ▲        | ▲          | 福岡方面はセントシティ前から発車、 北九州方面は小倉駅バスセンター高速バス降車場に到着 | 北九州市 | 小倉北区 |
| 砂津                       | ▲          | ▲        | ▲          | なかたに号の1日1往復のみ当停留所を経由せず、 「小倉港松山行きフェリーのりば」に停車   | 北九州市 | 小倉北区 |

## 廃止路線

### 小倉 - 福岡空港線
福岡空港と北九州市を結ぶ路線。

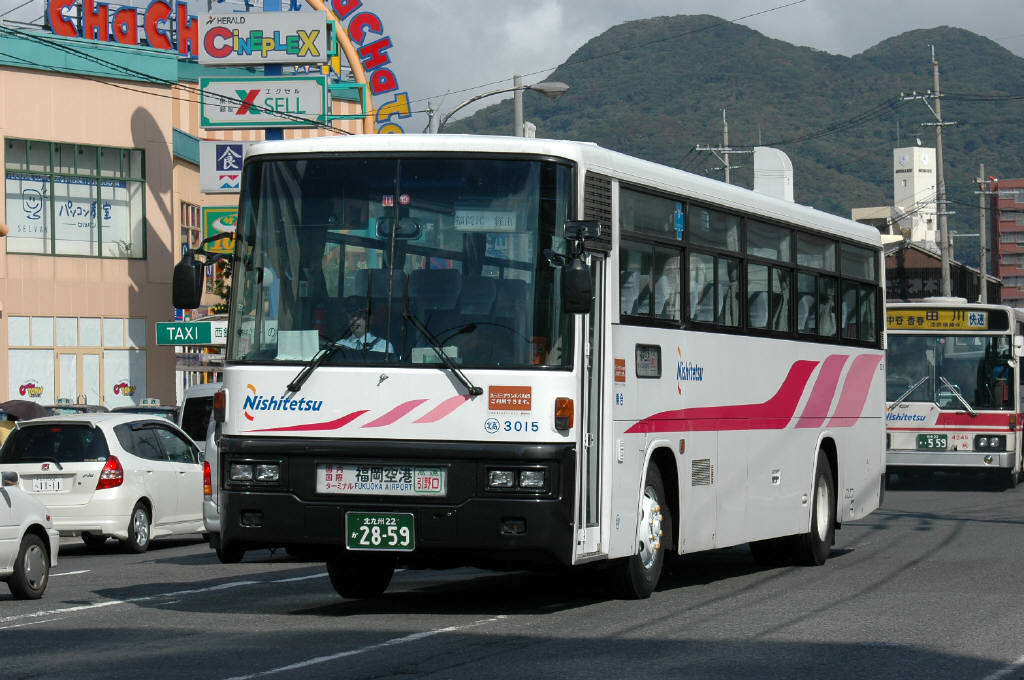
福岡インター経由

1979年、北九州 - 福岡線に属する路線では最初に開通。若宮IC以東「ひきの号」の運行経路に準じたルートで（停車箇所も同じ）、福岡市内を福岡都市高速経由で国内線ターミナル経由国際線ターミナルへ直行する系統として（25 - 80分間隔で1日18往復運転）運行していた。
2018年2月1日に博多駅系統ダイヤ改正を受け減便。利用客の減少に加え昨今の乗務員不足も影響し、2020年1月13日限りで廃止となった。
かつては古賀IC経由の便と福岡IC経由（福岡都市高速には接続せず一般道経由で直接福岡空港へ）の便、福岡空港と黒崎・戸畑・若松を結ぶ路線もあった。

### 博多駅系統
福岡空港・博多バスターミナルと北九州市を結ぶ路線。
2017年3月18日開通。博多駅エリアにおける商業施設の充実を受けた需要増に対応する路線で、1998年に「ひきの号」などの博多乗り入れを廃止して以来約19年ぶりの復活だった。（臨時便としては2011年のJR博多シティ開業時に運行した実績がある）
開業当初は朝夕の一部便が山王一丁目まで延長運転されていたが、2018年2月1日のダイヤ改正で福岡空港まで延長。2019年3月1日のダイヤ改正で博多駅 - 福岡空港国際線ターミナル間でノンストップに変更された。北九州発の最終1便のみ福岡空港まで行かず、博多バスターミナル終点となる。その後、2023年3月25日のダイヤ改正で廃止となった。
路線系統は前述の「なかたに号」に準ずるが、こちらは西鉄天神高速バスターミナルへは発着せず、博多バスターミナル・福岡空港に経路変更したものである。なお、若宮インターチェンジ→砂津間は完全に重複することから、「なかたに号」として運行された。

### なかま号
- 香月営業所 - 岩崎 - 中間三丁目 - JR中間駅前 - 中間ハーモニーホール前 - 通谷電停 - 通谷団地口 - 塔野口 - 大平台 - 沖田西口 - 名前谷橋 - 養福寺裏 - 引野口 - 高速千代ニュータウン - 直方PA - 若宮IC - 蔵本 - 中洲 - 天神　（廃止直前の停車停留所）

福岡市と中間市および北九州市八幡西区南西部を九州自動車道経由で結ぶ高速バス路線として2003年7月19日に運行開始。2013年3月までは「中間（高速）福岡線」（通称・中間高速）という独自路線であったが、同年4月1日のダイヤ改正より「なかま号」と改称し、福岡 - 北九州線の4系統目として運行。
諸々の改善策にもかかわらず収益改善が見込めないことを踏まえ、西鉄グループ全体で深刻化するバス乗務員不足に伴う減便の一環として、2020年3月14日のダイヤ改正をもって系統廃止された。廃止される区間のうち塔野口 - 香月営業所間は一般路線バスの「香月（中間）千代線」（N系統・千代四丁目 - 通谷・中間・香月営業所間）を新設して補完を図ったが、これも2021年3月末で運行を終了している。

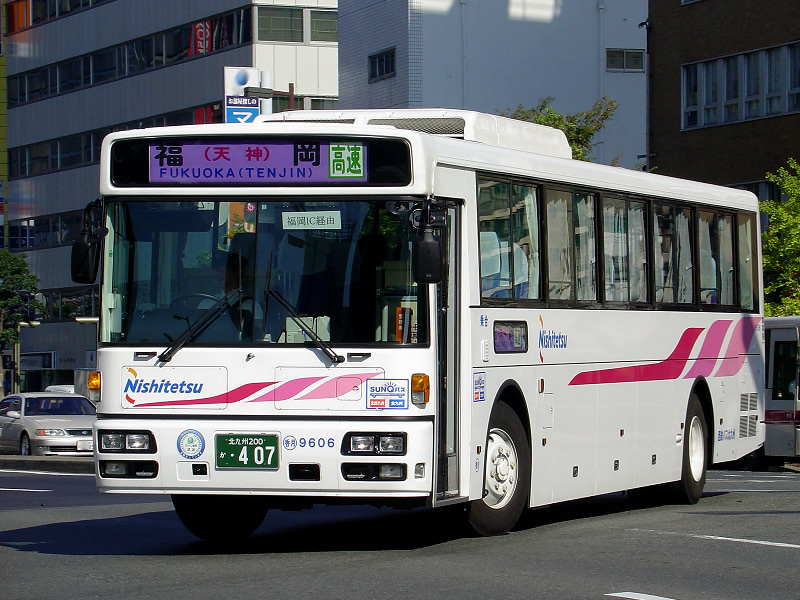
社番9606（日産ディーゼルPKG-RA274TAN） 中間（高速）福岡線時代　現在は八幡営業所に転属し北九州空港エアポートバスで運用されている。（2007年撮影）
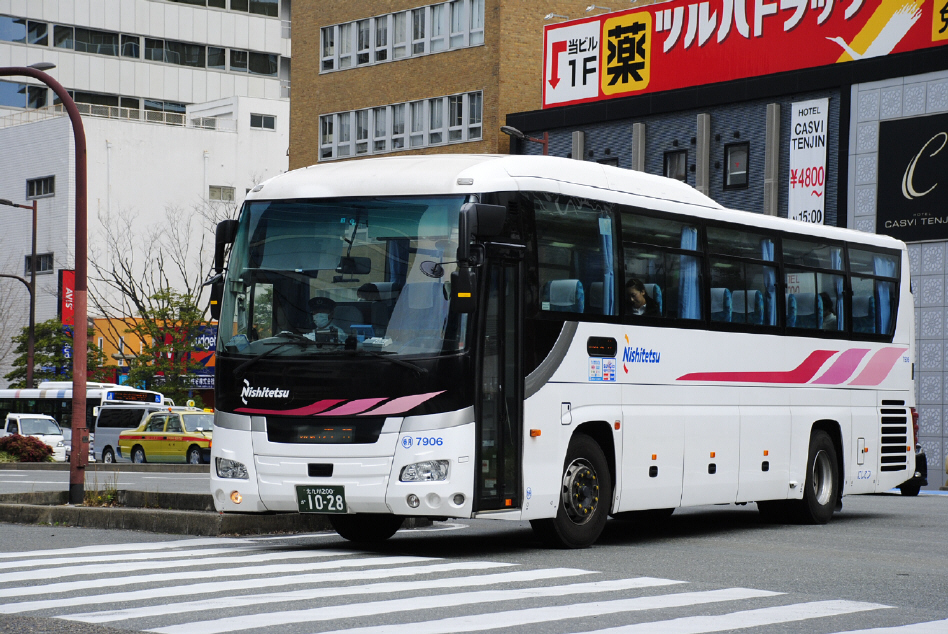
社番7906　運行最終日　西鉄バス久留米・御井町支社を経て西鉄バス大牟田へ転属している。

### ジ アウトレット 北九州系統
福岡市内と北九州市八幡東区のTHE OUTLETS KITAKYUSHUを北九州都市高速4号線大谷IC経由で結ぶ路線。
天神 - 中央2丁目間はいとうづ号と同経路で、そこからジ アウトレット 北九州へ向かう。乗降制限もいとうづ号と同様に設定されており、ジ アウトレット 北九州を含まない利用も可能である。
路線の性格上、平日より土休日のほうが便数が多く、また午前から昼過ぎに福岡発、午後に福岡着の便が運行される形態となっていたが、2023年3月25日ダイヤ改正で土休日のみの運行となり、2024年3月16日ダイヤ改正で廃止となった。ジ アウトレット 北九州へはいとうづ号利用でも中央二丁目で乗換（近接の中央三丁目より23番・56番）に乗り換える事でアクセス可能であり、多少距離はあるが中央二丁目から徒歩で行くこともできる。

### その他

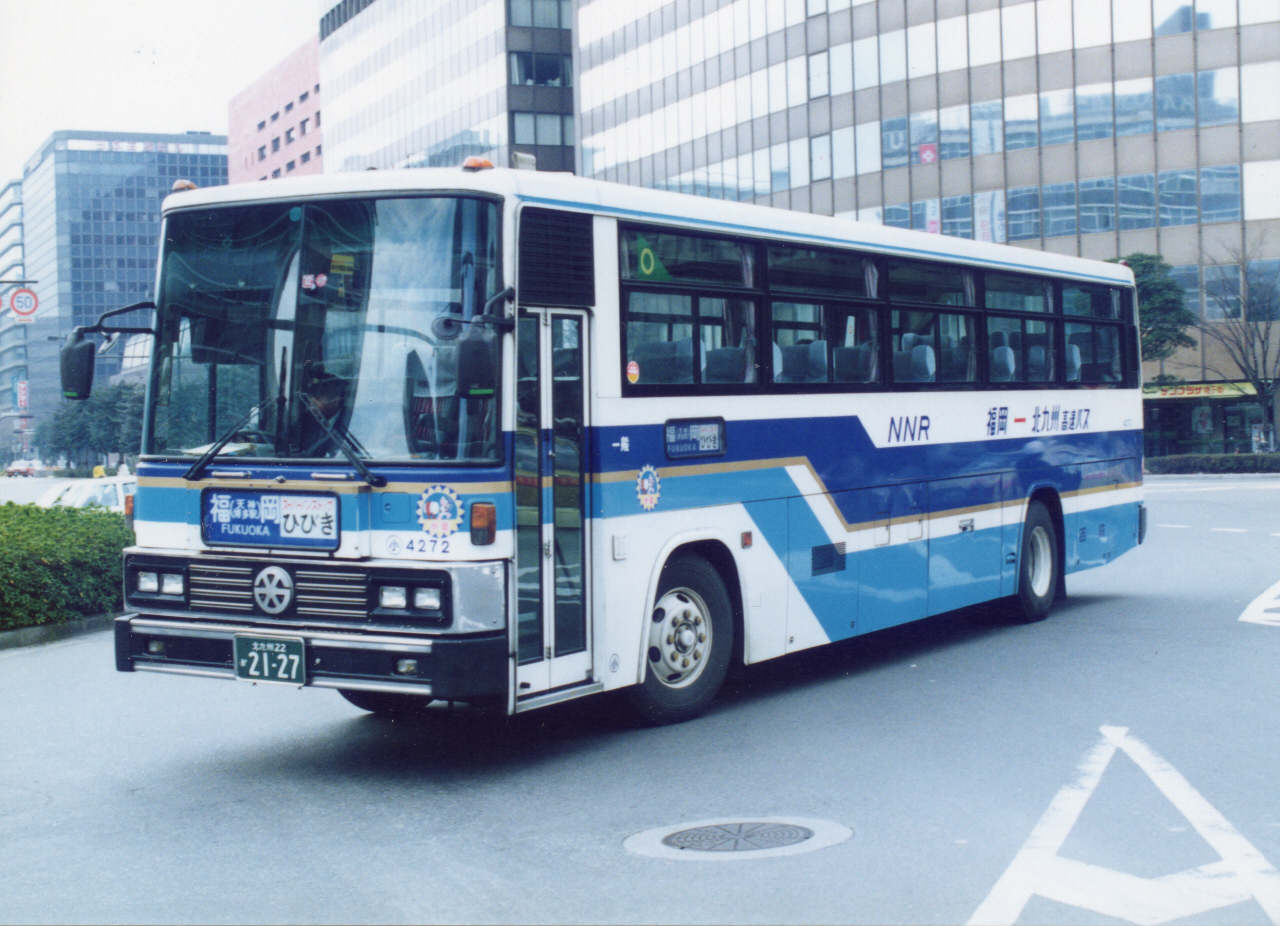
スーパーノンストップひびき号

- スーパーノンストップひびき号福岡 - 小倉「ひびき」
「スーパーノンストップ」と称し、福岡市内と小倉地区の間は無停車で運行されていた。愛称は北九州市が面している響灘に由来している。
- 福岡 - 門司
現在のPayPayドーム直行バスと異なり、福岡市内から門司IC経由で門司区内に直行していた。
- 福岡 - 黒崎・スペースワールド・戸畑・若松
福岡地区から引野口・西鉄黒崎バスセンターを経由し、スペースワールド・戸畑渡場・若松駅のいずれかを発着地としていた路線（黒崎BC発着便もあり）。基本的には蔵本 - 若宮IC間は国道3号バイパス経由であったが、黒崎BCに停車せず蔵本 - 若宮IC間が九州自動車道経由のノンストップ便「わかと」も運行されていた。
末期は「わかと」が廃止され全便蔵本 - 若宮IC間が九州道経由となっていた。
廃止後、実質的に「いとうづ号」に引き継がれているが、黒崎・戸畑・若松からの直行便は消滅した。

## 歴史
- 1979年7月21日 福岡空港 - 小倉間で高速バスを運行開始。
- 1980年
  - 3月8日 福岡 - 小倉間で高速バスを運行開始。当時は1日13往復で、運賃は900円[10]。経路は福岡空港 - 小倉線と共通化のため、天神 - 博多駅 - 空港通り - 百年橋通り - 流通センター通り - 福岡IC経由であった。
  - 12月6日 福岡空港 - 黒崎・戸畑間で高速バスを運行開始。
- 1981年9月1日 福岡 - 黒崎・戸畑間で高速バスを運行開始。後に若松まで延長。
- 1982年4月25日 福岡 - 小倉間にノンストップ便「ひびき号」を設定。また、53往復に増便（内ノンストップ20往復）。
- 1986年4月1日 「ひびき号」に3列シート、シートラジオを設置した車両を導入。
- 1988年4月1日 九州自動車道八幡IC - 小倉東IC開通に伴い、福岡 - 門司間高速バス運行開始。また、福岡 - 小倉間のノンストップ便を小倉南IC・中谷経由とする。

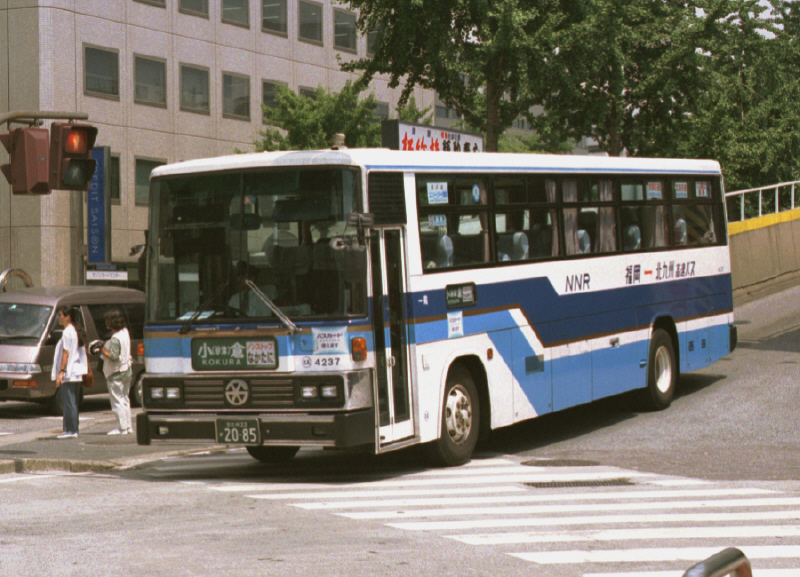
ノンストップなかたに号

- ノンストップなかたに号1989年8月10日 従来の中谷経由のノンストップ便を「ノンストップなかたに」と改称。同時に天神 - 小倉地区無停車の「スーパーノンストップひびき」を新設。
- 1990年 福岡 - 門司間の高速バスを廃止。
- 1991年12月1日 運賃倍額の深夜バスが福岡 - 小倉間に登場（「なかたに号」）。また、一部の便にトイレ・自動車電話が設置される。
- 1998年
  - 4月23日 博多駅発着系統を廃止。ノンストップ系統を廃止し「なかたに号」は若宮IC、直方・鞍手の各PAが停車地に追加される。呼称が「高速」となる。
  - 8月1日 運賃値上げ。福岡 - 小倉間片道1,450円 → 1,550円、往復2,600円 → 2,800円となる。
- 1999年3月28日 福岡都市高速道路4号線開通に伴うダイヤ改正。経路変更のため流通センター東バス停を廃止。深夜バスを「なかたに」から「ひきの」に変更。
- 2000年
  - 4月1日 黒崎・戸畑・若松発着路線を廃止。「いとうづ号」の運行を開始。
  - 7月1日 運賃1,000円以上の区間すべての運賃を1,000円に値下げ。福岡 - 小倉間では片道運賃が1,550円 → 1,000円、往復運賃が2,800円 → 1,800円となる。「なかたに号」は徳力嵐山口駅、守恒駅が停車地に追加される。
  - 7月1日 - 8月31日 スーパーノンストップを臨時運行（ただし高速千代ニュータウンに停車）。
  - 9月1日 ノンストップ系統廃止後も通過していた中洲に「なかたに号」が新たに停車となる。
- 2001年1月21日 運行業務を西鉄高速バス（福岡側は本社・北九州側は北九州支社）に管理委託開始。
- 2002年4月1日 帆柱ケーブルバスストップの供用開始に伴い、「いとうづ号」の停車地に高速帆柱ケーブルを追加。
- 2003年7月19日 半年間の予定で中間（高速）福岡線（以下「中間高速」）の試験運行を開始。当初は北九州都市高速4号線小嶺ICから小嶺インター口を経て塔野口へ直行するルートだった。
- 2004年
  - 1月 中間高速の試験運行を半年延長。
  - 7月 中間高速が正式運行に移行。
- 2006年4月1日 九州自動車道下り線鞍手PAに併設のバス停留所を廃止、約1 km東にある直方PA（上り線）の向かい側下り線上に高速バス専用バス停直方パーキングエリアを新設。
- 2008年
  - 4月1日 燃料高騰への対応措置として運賃1,000円の区間の運賃を1,100円（往復2,000円）に値上げ。
  - 10月19日 nimocaの取扱いを開始。
- 2009年9月19日 - 9月23日 高速道路のETC割引制度への対抗策として「高速道路1000円対抗割」を実施。この5日間に限り運賃800円以上の全区間の運賃を800円に値下げする。
- 2010年
  - 3月1日 福岡 - 中間線の運行ルートを八幡IC経由に変更。若宮インターチェンジ・直方パーキングエリア・高速千代ニュータウンを通過扱いとする。
  - 11月10日 - 12月5日 北九州市立美術館・分館（リバーウォーク北九州内）で開催された美術展「ポーランドの至宝〜レンブラントと珠玉の王室コレクション〜」にあわせて、期間内の土・日・祝日9日間のいとうづ号6本（福岡発4本、小倉発2本）を博多駅交通センター発着に延伸[11]。
  - 12月10日 関西汽船の小倉松山フェリーに連絡して1往復（福岡発夜間いとうづ号、小倉発早朝なかたに号「平日」・ひきの号「土日祝日」）が小倉港フェリーのりばに乗り入れ開始[12][13]。
- 2011年
  - 2月1日 「なかたに号」が片野駅停車開始。また競馬場前北九州大学前バス停の名称が「競馬場前北九州市立大学前」に変更になる。
  - 3月3日 - 5月8日 JR博多シティオープンにあわせて期間内毎日、博多バスターミナル行き臨時バスを運行（なかたに号とひきの号各2.5往復、どちらも天神は経由せず）。
  - 5月 福岡側の運行を西鉄バス博多自動車営業所に変更により、西鉄高速バスによる管理委託を解除（北九州側は引き続き西鉄高速バスによる管理委託を継続）。
- 2013年
  - 4月1日 中間高速の運行ルートを黒崎インター引野口経由に変更し、若宮インターチェンジ・直方パーキングエリア・高速千代ニュータウンへの停車を再開、同時に福岡 - 北九州線に編入し「なかま号」の愛称を付与（運行は他系統と同じく西鉄本体がおこない、中間側の運行は西鉄バス北九州・香月自動車営業所に管理委託）。また、この日よりいとうづ号が新たに八幡東消防署前に停車。
  - 11月2日 ダイヤ改正[14]。
    - なかたに号の築港ランプ経由便を廃止。
    - 小倉港発着がいとうづ号からひきの号へ変更となる。
    - いとうづ号の北九州市内での経路変更（新たに歯大前、南小倉駅前、大手町西、ソレイユホール・ムーブ前へ停車、金田・下到津は非経由となる）。
- 2014年4月1日 消費税率引き上げに伴う運賃改定。福岡 - 小倉間片道1,100円 → 1,130円、往復2,000円 → 2,060円となる。
- 2015年3月14日 ダイヤ改正[15]。
  - 深夜バスを「ひきの号」から「いとうづ号」に変更。
  - 天神発小倉港行きがひきの号からなかたに号へ変更となる（小倉港発は変更なし）。
- 2017年3月18日 博多駅系統運行開始[6]。
- 2018年2月1日 ダイヤ改正[4]。博多駅系統を福岡空港まで延長し、福岡空港線を再編。福岡発の最終便を繰り上げ、深夜バス扱いの便を廃止。
- 2019年
  - 3月1日 ダイヤ改正。博多駅系統で駅東二丁目、瑞穂、山王一丁目への停車が廃止され（博多駅 - 空港間がノンストップ化）、博多駅→福岡空港国際線の乗車が可能になる。
  - 4月1日 西鉄高速バス解散に伴い、北九州側の同社北九州支社管理委託分を全て西鉄バス北九州北九州高速自動車営業所に委託先を変更。
- 2020年
  - 1月13日 小倉 - 福岡空港線を廃止[5]。
  - 3月13日 なかま号を廃止。
- 2022年4月26日 - ジ アウトレット北九州開業に伴い、ジ アウトレット北九州系統を運行開始[16]。
- 2023年3月25日 - ダイヤ改正[17]。
  - 博多駅系統を廃止。福岡空港へは地下鉄を含めた福岡市内での乗換えが必須になった。
  - アウトレット系統を土休日のみの運行とする。
- 2024年3月16日 - ダイヤ改正[18]。
  - アウトレット系統を廃止。ジ アウトレット北九州へは中央二丁目で市内路線へ乗換え。
- 2025年7月1日 - ダイヤ改正予定[19]。
  - 松山・小倉フェリーの航路廃止に伴い、小倉港発着のなかたに号1往復を砂津発着に変更。

## 使用車両
トップドア（最前部に1か所のみの扉）、4列リクライニングシート、トイレ無し。
1980年代 - 90年代初期には、3列シート・シートラジオ等が備えられた車両も導入されたが、乗車率との兼ね合いとコストダウンの為標準型の4列シート車に置き換えられた。
2000年からはコスト削減のため路線バス用B型標準床車体の車両が導入された。当初は三菱ふそうエアロスターシャーシの車両が導入されたがこれらは後にすべて他路線に転用され、2005年から西工が解散した2010年にかけて導入された日産ディーゼル（当時、現「UDトラックス」）RAシャーシの車両が使用されている。
西工解散後の2011年から2012年にかけて純正ジェイ・バス車体・標準床のいすゞエルガと日野ブルーリボンIIが導入されたが、2012年からこれに代わり日野セレガや三菱ふそうエアロエースといった純正ボディのハイデッカーが採用されている。（いすゞ・エルガと日野・ブルーリボンIIは他路線へ転用された）
過去（西鉄高速バス福岡本社担当時代）において車両運用の都合により他路線（「ひのくに号」など）で使用しているトイレ付き高速車両が入ることもあった。